# Васильевское (Вологодский район)
Васильевское — посёлок в Вологодском районе Вологодской области. Административный центр Марковского сельского поселения и Марковского сельсовета.

## География
Расстояние до районного центра Вологды по автодороге — 22 км. Ближайшие населённые пункты — Закобяйкино, Яковлево, Лукинцево, Бурдуково, Никулино, Косково, Болотово.

## История
До 26 декабря 2001 года Васильевское имел статус деревни.

## Население
По переписи 2010 года население — 1767 человек. Преобладающая национальность —  русские (98%) армяне и грузины (2 %).

## Русская православная церковь
- Храм во имя Святителя Николая Чудотворца[5]